# Лозинський Олександр Іванович
Лозинський Олександр Іванович — радянський і український кінооператор.

## Життєпис
Народ. 31 травня 1947 р. 
Закінчив Київський державний інститут театрального мистецтва ім. І. Карпенка-Карого (1974). 
З 1974 р. — оператор студії «Київнаукфільм».
Член Національної спілки кінематографістів України.

## Фільмографія
Зняв стрічки: 
- «Спосіб життя радянських людей» (1974)
- «Художник О. Шовкуненко»
- «Південні траси» (1976)
- «Скульптор Василь Бородай» (1977)
- «Трактор Т-150»
- «Іван Семенович Козловський»
- «Служба побуту» (1978)
- «Пушкін на Україні» (1979)
- «Метаморфози» (1979. Другий приз і диплом XIII Всесоюзного кінофестивалю, Душанбе, 1980)
- «Клініка доктора Сеппо» (1980)
- «Люди і дельфіни» (1983, т/ф, 4 а; у співавт. з І. Недужком; реж. В. Хмельницький)
- «На прицілі ваш мозок» (1984, док. фільм)
- «Ламбада для хілерів»
- «Війни чорної та білої магії»
- «Пивзавод на Подолі» (1996)
- «Дев'ять років з екстрасенсами» (1989, док. фільм)
- «Війни чорної і білої магії» (1991, док. фільм) та ін.